# Калгун-Фоллс (Південна Кароліна)
Калгун-Фоллс (англ. Calhoun Falls) — місто (англ. town) в США, в окрузі Аббвілл штату Південна Кароліна. Населення — 1727 осіб (2020).

## Географія
Калгун-Фоллс розташований за координатами 34°5′35″ пн. ш. 82°35′47″ зх. д. / 34.09306° пн. ш. 82.59639° зх. д. (34.092995, -82.596322).  За даними Бюро перепису населення США в 2010 році місто мало площу 8,96 км², з яких 8,77 км² — суходіл та 0,19 км² — водойми.

## Демографія
Згідно з переписом 2010 року, у місті мешкали 2004 особи в 825 домогосподарствах у складі 544 родин. Густота населення становила 224 особи/км².  Було 977 помешкань (109/км²).
Расовий склад населення:
| - 53,1 % — чорних або афроамериканців - 44,0 % — білих - 0,5 % — корінних американців |

До двох чи більше рас належало 1,9 %. Частка іспаномовних становила 1,2 % від усіх жителів.
За віковим діапазоном населення розподілялося таким чином: 24,3 % — особи молодші 18 років, 59,6 % — особи у віці 18—64 років, 16,1 % — особи у віці 65 років та старші. Медіана віку мешканця становила 40,8 року. На 100 осіб жіночої статі у місті припадало 88,3 чоловіків;  на 100 жінок у віці від 18 років та старших — 85,5 чоловіків також старших 18 років.
Середній дохід на одне домашнє господарство  становив 33 671 долар США (медіана — 26 488), а середній дохід на одну сім'ю — 40 043 долари (медіана — 33 281). За межею бідності перебувало 23,7 % осіб, у тому числі 34,0 % дітей у віці до 18 років та 21,3 % осіб у віці 65 років та старших.
Цивільне працевлаштоване населення становило 585 осіб. Основні галузі зайнятості: виробництво — 34,4 %, освіта, охорона здоров'я та соціальна допомога — 23,8 %, роздрібна торгівля — 20,5 %.